# Objectif jupons
Pour plus de détails, voir Fiche technique et Distribution.
Objectif jupons (Obiettivo ragazze) est un film italien de comédie réalisé par Mario Mattoli, mettant en vedette le duo comique Franco Franchi et Ciccio Ingrassia et sorti en 1963.

## Synopsis
À Rome, après un défilé, un groupe d'anciens militaires vont déjeuner dans un restaurant au bord du lac de Bracciano. Un sergent parachutiste, un marin, un autre sergent et deux tirailleurs y trouvent l'occasion d'évoquer une série d'aventures qui se sont produites au cours de leur carrière respective.
Dans le premier épisode, Tony Renis doit effectuer son service militaire chez les parachutistes. Ses camarades lui font une blague en lui indiquant l'adresse d'un bordel, qui est en réalité celle du sergent Cerruti (Renzo Palmer). Renis s'y rend et s'imagine que les trois sœurs du sergent sont des prostituées. Le malentendu se poursuit jusqu'à l'arrivée de son supérieur qui le punit pour l'affront. Finalement, Renis accepte de chanter à la fête organisée par ses camarades.
Dans le deuxième épisode, deux marins assistent à un spectacle composé de danseuses de ballet et de magie. L'un d'eux (Alighiero Noschese) est hypnotisé et est convaincu d'être une femme. Il enlève son uniforme pour enfiler des vêtements féminins et va successivement dans un salon de beauté et dans une salle de danse où chante Fred Bongusto. L'autre marin (Renato Izzo) part à sa recherche mais est surpris par la patrouille. Finalement le marin retrouve tous ses sens.
Dans le troisième épisode, le fainéant Antonio Zanelli (Walter Chiari) effectue plusieurs tentatives pour éviter de faire son service militaire. Tout d'abord il contacte un escroc qui lui promet qu'il sera exempté contre une somme d'argent, puis il simule un ulcère et enfin, il décide de séduire Laura, la fille du maréchal Pozzilli (Carlo Campanini), mais de cette tentative résulte l'effet contraire et il se retrouve enrôlé comme élève sous-officier de carrière.
Dans le dernier épisode, deux bersagliers (Franco Franchi et Ciccio Ingrassia), racontent que lors de la Campagne d'Afrique, ils ont été capturés dans l'Amba Alagi par des indigènes et ont risqué de perdre leur virilité. En réalité, cette histoire est inventée parce que, entre 1935 et 1943, ils se sont cachés dans un dépôt de vêtements à Velletri et ont pu ainsi survivre à la guerre.

## Fiche technique
- Titre français : Objectif jupons[1]
- Titre original : Obiettivo ragazze ou 	Obiettivo ragazze raggiunto stopmissione compiuta
- Réalisation : Mario Mattoli
- Scénario : Franco Castellano, Giuseppe Moccia
- Directeur de la photographie : Riccardo Pallottini
- Montage : Roberto Cinquini
- Musique : Gianni Ferrio
- Production : Isidoro Broggi, Renato Libassi
- Pays de production :  Italie
- Langage de tournage : Italien
- Durée : 99 minutes
- Dates de sortie :
  - Italie : 5 août 1963
  - France : 1968[1]

## Distribution
- Franco Franchi : Franco
- Ciccio Ingrassia : Ciccio
- Alighiero Noschese
- Walter Chiari : Antonio Zanelli
- Vittorio Congia : le fraudeur d'exemption
- Diletta D'Andrea : Loretta
- Renzo Palmer
- Elio Pandolfi : Aurelio, l'hypnotiseur
- Antonella Steni : Francesca
- Carlo Campanini : Roberto, le maréchal
- Marisa Del Frate : Angelina
- Tony Renis : lui-même
- Giuseppe De Martino : le faux commissaire
- Piero Mazzarella : Giovanni Zanelli
- Elena Borgo : Clara Zanelli
- Aldo Massasso
- Franco Michelucci : Barista
- Vicky Ludovici : Giovanna Cerutti
- Santo Versace
- Nino Fuscagni : Carlo, un parachutiste
- Renato Mambor : le lieutenant médecin
- Dada Gallotti
- Marco Bernek (comme Marco Berneck)
- Edy Biagetti
- Renato Izzo : Antonio Esposito
- Ivy Holzer : Sonia
- Tonino Micheluzzi
- Clara Bindi : la dame dans le sauna
- Giampiero Littera : Aviere Nino Manzará
- Fred Bongusto : lui-même
- Fulvia Franco : Dolores
- Edith Peters : l'autochtone
- Salvo Libassi : Giuseppe, un vétéran au rallye
- Leopoldo Valentini : un serveur de la taverne
- Nino Nini : Agustin, un tireur d'élite
- Alberto Bonucci : l'officier marinier de la garde (non crédité)
- Angela Cavo : Elisa (non créditée)
- Sandro Dori : un spectateur (non crédité)
- Aldo Pini : un policier (non crédité)

## Les chansons
- Tony Renis chante Le ciliegie (Les cerises, texte de Mogol et Alberto Testa ; musique de Tony Renis et Elvio Favilla)
- Fred Bongusto chante Malaga (texte de Giuliano Mancini; musique de Fred Bongusto et José Mascolo)